# Jean-Christophe Repon

a Compétitions nationales et continentales officielles uniquement.

Dernière mise à jour le 20 juin 2020.
Jean-Christophe Repon, né le 27 mai 1967, est un joueur français de rugby à XV.
Il est président de la Confédération de l'artisanat et des petites entreprises du bâtiment depuis juillet 2020. Il est membre du Conseil économique, social et environnemental depuis 2021.

## Biographie
Jean-Christophe Repon commence le rugby à XV à l'âge de 11 ans. Il joue au RC Hyères avant de s'engager au RC Toulon avec lequel il est champion de France 1992.
Après un bac maths-philo et des études pour devenir professeur de sport, il abandonne tout et rejoint l'entreprise paternelle d'électricité en 1992. Tout au long de sa carrière sportive, il y travaille entre deux saisons, renouant avec sa pratique d'enfance, quand il aidait son père sur les chantiers. En 1995, il transforme l'entreprise individuelle en SARL Repon et en prend les commandes.
Jean-Christophe Repon met un terme à sa carrière sportive en 2003. Il a aussi joué au Rugby Club valettois revestois. En 2018, il participe au Tournoi des 6 Stations.
Le 1er février 2010, il est élu à la tête de l'Union professionnelle artisanale (UPA) du Var.
Le 25 avril 2019, il est élu 1er vice-président de la Confédération de l'artisanat et des petites entreprises du bâtiment (Capeb),.
Il est le président du Comité de concertation et de coordination de l'apprentissage du bâtiment et des travaux publics (CCCA-BTP) et de Constructys,,,.
Le 2 juillet 2020, il est élu Président de la Confédération de l'artisanat et des petites entreprises du bâtiment (Capeb), succédant ainsi au président Patrick Liébus.
Il est membre du Conseil économique, social et environnemental, désigné par l'Union des entreprises de proximité, pour la mandature 2021-2026.